# Хоэнгёрен
Хоэнгёрен (нем. Hohengöhren) — община в Германии, в земле Саксония-Анхальт. 
Входит в состав района Штендаль. Подчиняется управлению Эльбе-Хафель-Ланд.  Население составляет 445 человек (на 31 декабря 2006 года). Занимает площадь 28,24 км².